# Lec Bushati
Lec Bushati (ur. 10 lipca 1923 w Szkodrze, zm. 15 września 1996 tamże) – albański aktor.

## Życiorys
Na scenie teatralnej zadebiutował w czasach szkolnych, kiedy uczył się w kolegium jezuickim w Szkodrze. Ukończył szkołę aktorską im. Aleksandra Moisiu. W 1949 należał do grona założycieli Teatru Migjeni w Szkodrze. Na tej scenie zagrał ponad 150 ról. 
Na dużym ekranie zadebiutował niewielką rolą w 1963 w filmie fabularnym Detyre e posaçme. W obrazie Ditet, qe sollen pranverën wystąpił w głównej roli. Zagrał piętnaście ról filmowych. Został uhonorowany przez władze Albanii tytułem Zasłużonego Artysty (alb. Artist i Merituar).

## Role filmowe
- 1963: Detyre e posaçme jako oficer
- 1967: Ngadhnjim mbi vdekjen
- 1970: Lugina e pushkatarëve jako dywersant
- 1973: Operacioni zjarri jako Ndreca
- 1977: Shëmbja e idhujve jako kapedan
- 1978: I treti jako Sokrat
- 1979: Ditet, qe sollen pranverën jako Vuksan Sadria
- 1980: Mëngjese të reja jako kupiec Ligor
- 1980: Nusja jako gęślarz
- 1981: Qortimet e vjeshtës jako Sokol Marku
- 1982: Flaka e maleve jako Kol Marashi
- 1983: Rrugë të bardha jako wieśniak
- 1983: Fundi i një gjakmarrjeje jako starzec
- 1985: Të paftuarit jako ojciec Hjorga
- 1989: Muri i gjallë jako Arber